# Faubourg Saint-Germain
Koordinaten: 48° 51′ 14,4″ N, 2° 19′ 26,4″ O

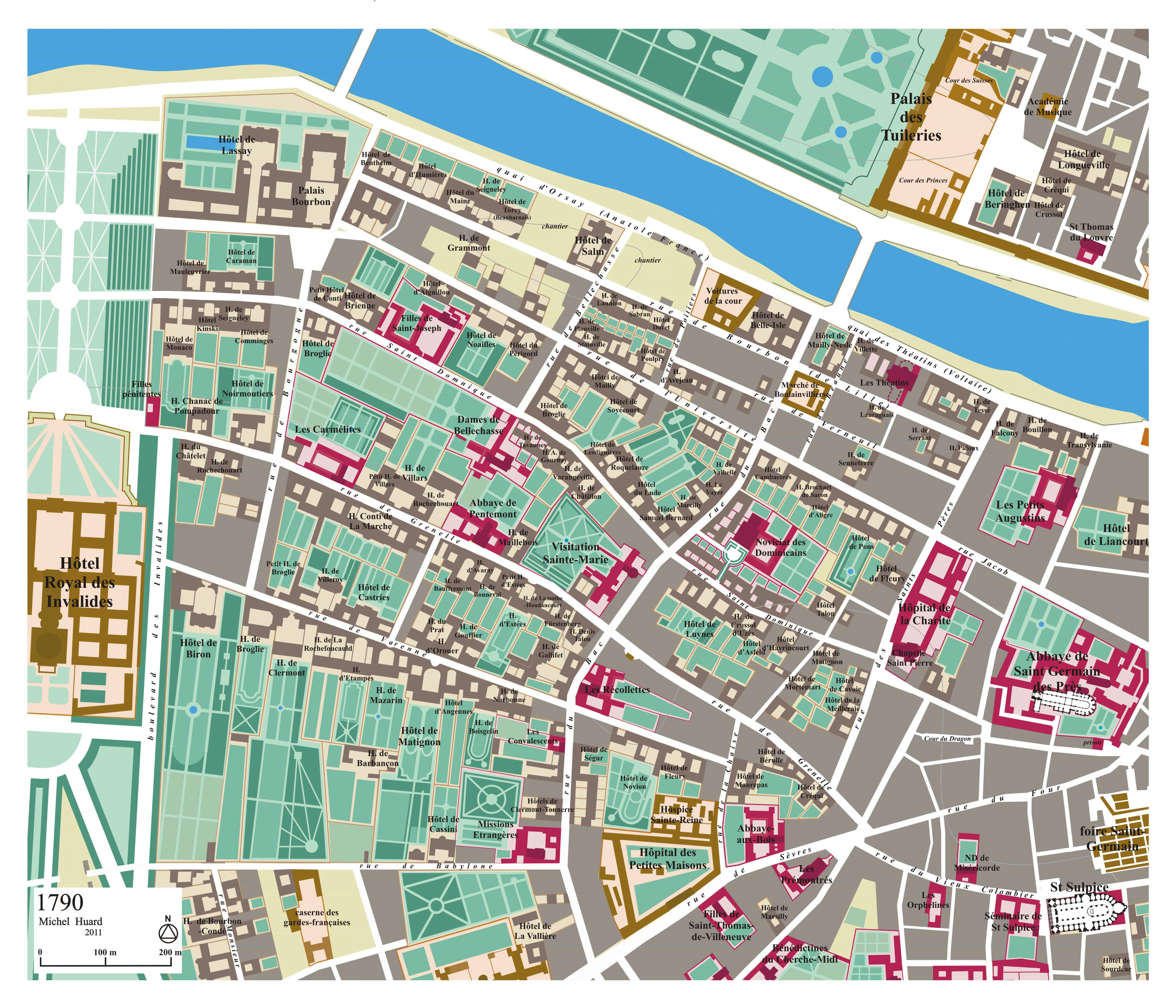
Plan von Faubourg Saint-Germain um 1790

Faubourg Saint-Germain ist ein historischer Stadtteil von Paris, der lange Zeit als Mittelpunkt der vornehmen aristokratischen Gesellschaft galt. Das nach Germanus von Paris benannte Viertel besteht in etwa aus dem östlichen Teil des heutigen 7. Arrondissements zwischen dem Hôtel des Invalides, dem Quai d’Orsay und der Abtei Saint-Germain-des-Prés in der Rive Gauche. Der Stadtteil wird heute durch das Musée d’Orsay, das Palais Bourbon, das Musée Rodin, den Boulevard Saint-Germain, die Rue du Bac und etliche vornehme Stadtpalais und Cafés geprägt.
Bei Chateaubriand, Balzac, Poe und Proust wird die im 17. Jahrhundert neu besiedelte Vorstadt (Faubourg) eingehend literarisch auch als elitäre soziale Gruppe geschildert. Die Hôtels particuliers im Faubourg Saint-Germain wurden seit der Barockzeit als bevorzugte Wohnsitze durch den alten französischen Adel errichtet (siehe Hôtels particuliers im Faubourg Saint-Germain), nachdem das seit dem Mittelalter beliebte Marais aus der Mode gekommen war.

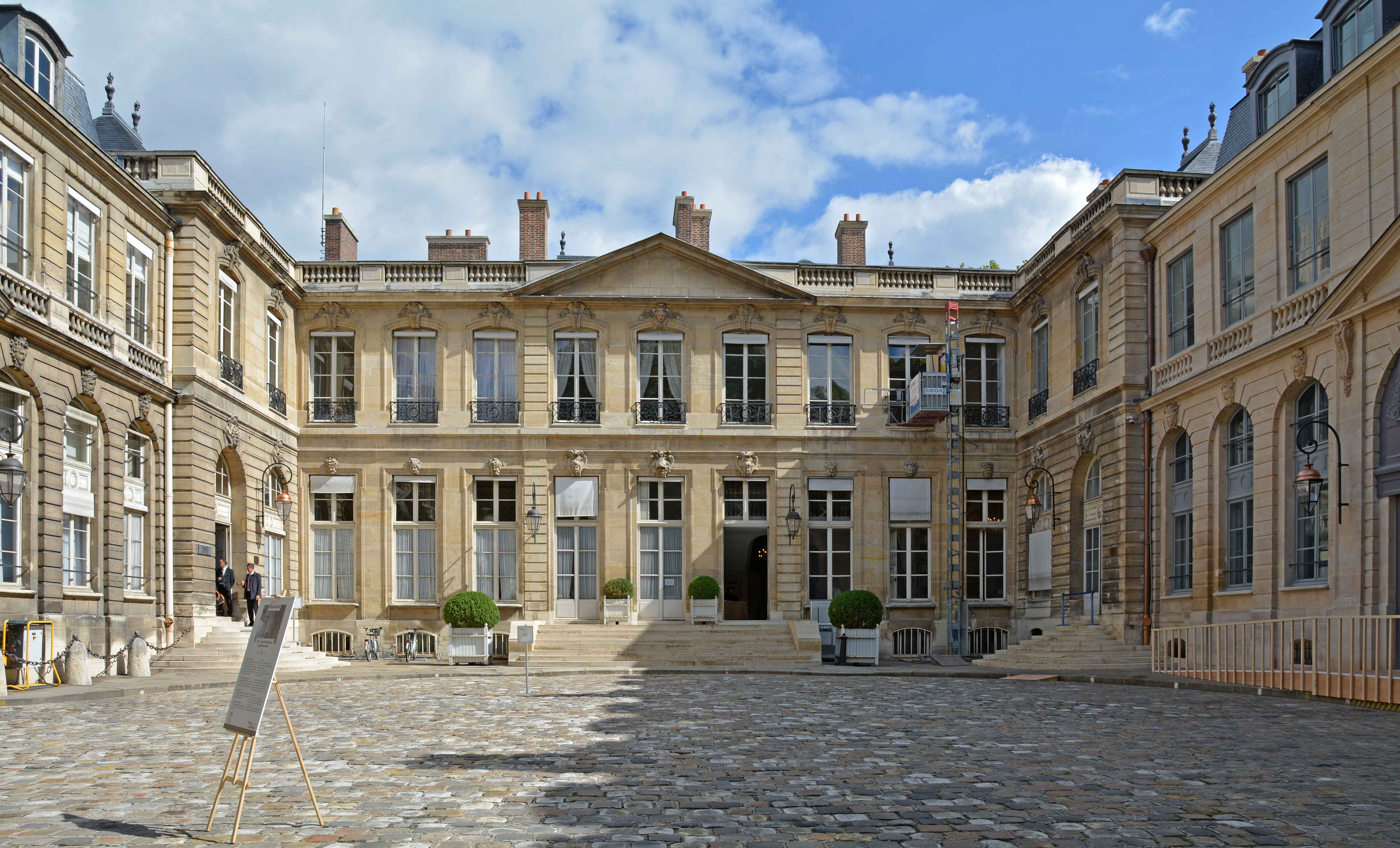
Das Hôtel de Roquelaure, Boulevard Saint-Germain 246

„Die Welt des Faubourg Saint-Germain“ erscheint in Prousts epochaler Romanfolge Auf der Suche nach der verlorenen Zeit auch als „die Welt der Guermantes“ (= Titel des dritten Bandes), wobei die Figur der Herzogin von Guermantes inspiriert ist durch die reale Comtesse de Greffulhe. Proust schildert diese exklusive „Welt“ in allen Facetten, ebenso die (meist vergeblichen) Bemühungen von Aufsteigern (wie ihm selbst), in diese Welt einzudringen. Neureiche hatten zu dieser Gesellschaft keinen Zutritt. Auch auf die Noblesse d’Empire, den napoleonischen Adel, blickten die Familien des Ancien Régime in der Zeit vor dem Ersten Weltkrieg noch herab. Hannah Arendt benennt in ihrem Essay Faubourg Saint-Germain einige von Prousts Figuren des Bandes Sodom und Gomorra als Beispiele für die Wurzellosigkeit des assimilierten Judentums in Frankreich, darunter den Geldwechslersohn Swann, nach dem Vorbild des realen Charles Haas, dem es gelungen war, auch in höchsten Adelskreisen des Faubourg Saint-Germain zu verkehren.